# ارس استندلی
ارس استندلی (نام علمی: Juniperus standleyi) نام یک گونه از سرده ارس است.